# Les pas perdus
Les pas perdus é um filme francês de 1964, do gênero drama, dirigido por Jacques Robin, e com roteiro de René Fallet, baseado em romance homônimo de sua autoria.

## Elenco
- Michèle Morgan.... Yolande Simonnet
- Jean-Louis Trintignant.... Georges Guichard
- Jean Carmet.... Dédé Lemartin
- Michel Vitold.... Pierre Simonnet
- Catherine Rouvel....Sonia
- Louise Chevalier.... a secretaria
- René Fallet.... Alphonse